# Dunaújváros
Dunaújváros ([ˈdunɒˌuːjvaːɾoʃ]) est une ville de Hongrie centrale, le long du Danube, dans le comitat de Fejér. En 2001, la population est de 53 626 habitants.

## Histoire
Dunaújváros est l'une des villes les plus récentes de Hongrie. Elle fut bâtie dans les années 1950, pendant l'industrialisation du pays sous le régime socialiste, près d'un village déjà existant, Dunapentele.C'est aussi la ville de naissance du joueur de hockey sur glace Adam Hegyi.

### Dunapentele
Peuplé depuis deux mille ans, il était appelé Intercisa à l’époque romaine et protégeait les frontières orientales de l’empire. Après la grande migration des peuples, les Hongrois s'installèrent sur ce territoire; leur commune fut nommée après Saint Pantaléon – le petit monastère qui se situait sur une île proche du Danube était consacré au saint grec. Pendant la domination ottomane (1541-1688) le bourg se dépeupla presque totalement, puis il connut une forte immigration en provenance des Balkans, principalement de la Serbie. Les serbes (rácz) participèrent à la guerre d’indépendance de François II Rákóczi contre les Habsbourg, mais après l'échec de la révolte la petite ville fut détruite. Au cours du XVIIIe siècle une population hongroise fut réinstallée et le bourg vécut des années de développement constant.

### Sztálinváros/Dunaújváros
Après la Seconde Guerre mondiale le nouveau gouvernement communiste décida d’industrialiser le pays détruit, et en 1949 il choisit le territoire actuel de la ville pour y construire le plus grand haut fourneau en Hongrie, qui devait profiter de sa situation au bord du fleuve. Le gouvernement avait voulu placer le haut fourneau à Mohács, mais cette ville était située tout près de la Yougoslavie, avec laquelle les relations diplomatiques étaient gelées.

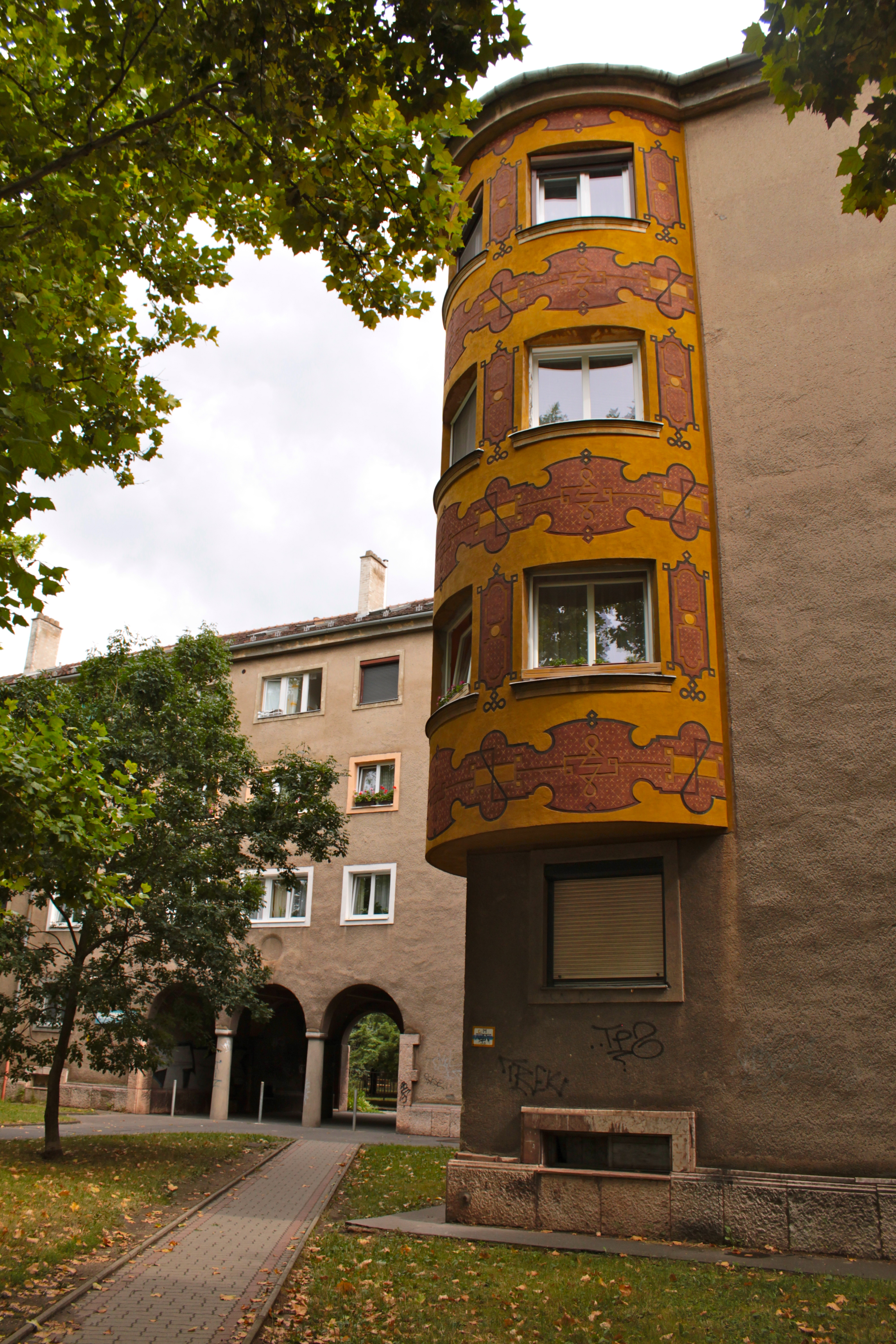
Immeuble de style du réalisme socialiste avec sgrafitto

Les plans de la ville ont été l'œuvre de l'URSS qui a financé le projet et fourni les matériaux et une partie de la main d'œuvre.
Les travaux de construction commencèrent en 1950 près de Dunapentele. Au cours de la première année plus de 1 000 appartements furent bâtis, et la construction du fourneau commença également. Pour gagner la bienveillance du dictateur soviétique, les autorités hongroises lui donnèrent en 1952 le nom de Staline (Sztálinváros « Stalineville »), à l’instar de Stalingrad en URSS ou de Stalinstadt en République démocratique allemande.

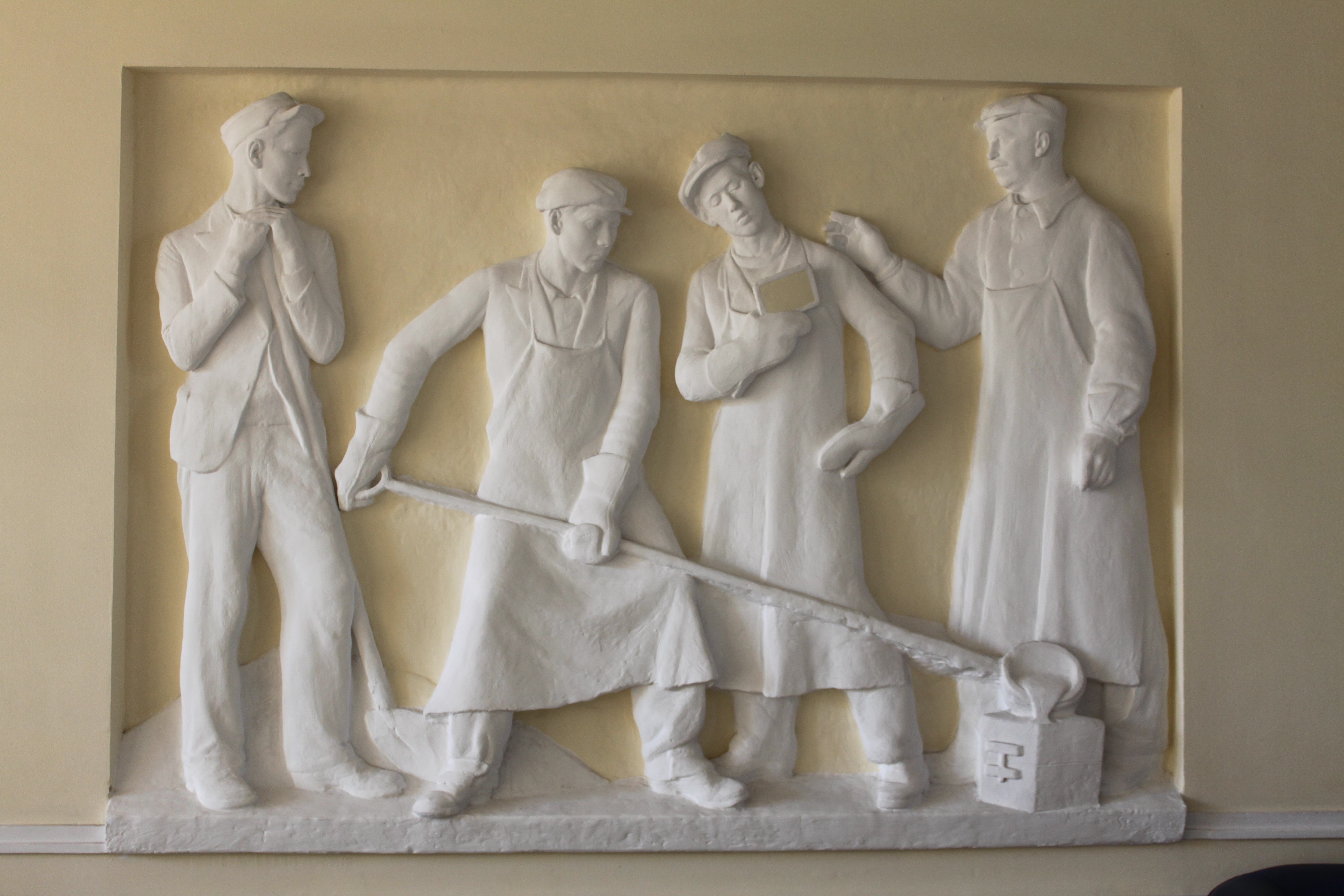
Relief de style réaliste socialiste à l'École Supérieure de Dunaújváros, représentant la production métallurgique.

Les hauts fourneaux furent inaugurés en 1954, et la population de la ville augmenta jusqu’à 27 772, dont 85 % vivaient dans des appartements neufs et confortables. Cependant 4 200 personnes habitaient dans des baraquements temporaires – qu'utilisèrent les ouvriers bâtisseurs. Dans la deuxième partie de la décennie plusieurs établissements sportifs et culturels virent le jour. C’est à Sztálinváros que se trouvait la plus grande école primaire d’Europe centrale – Ságváry Endre Általános Iskola.
Les constructions de cette période – l’hôpital, le théâtre, le cinéma et le haut fourneau – sont des exemples uniques du réalisme socialiste et de l'urbanisme communiste. Habitat de l’homme socialiste idéal, la structure et l’architecture de la ville étaient fonctionnelles mais prirent aussi un caractère idéologique : l’implantation des appartements fut conçue selon la philosophie du Bauhaus, mais les façades comportent des éléments décoratifs d'inspiration classique, c’est pourquoi ce style est souvent appelé ‘baroque stalinien’.

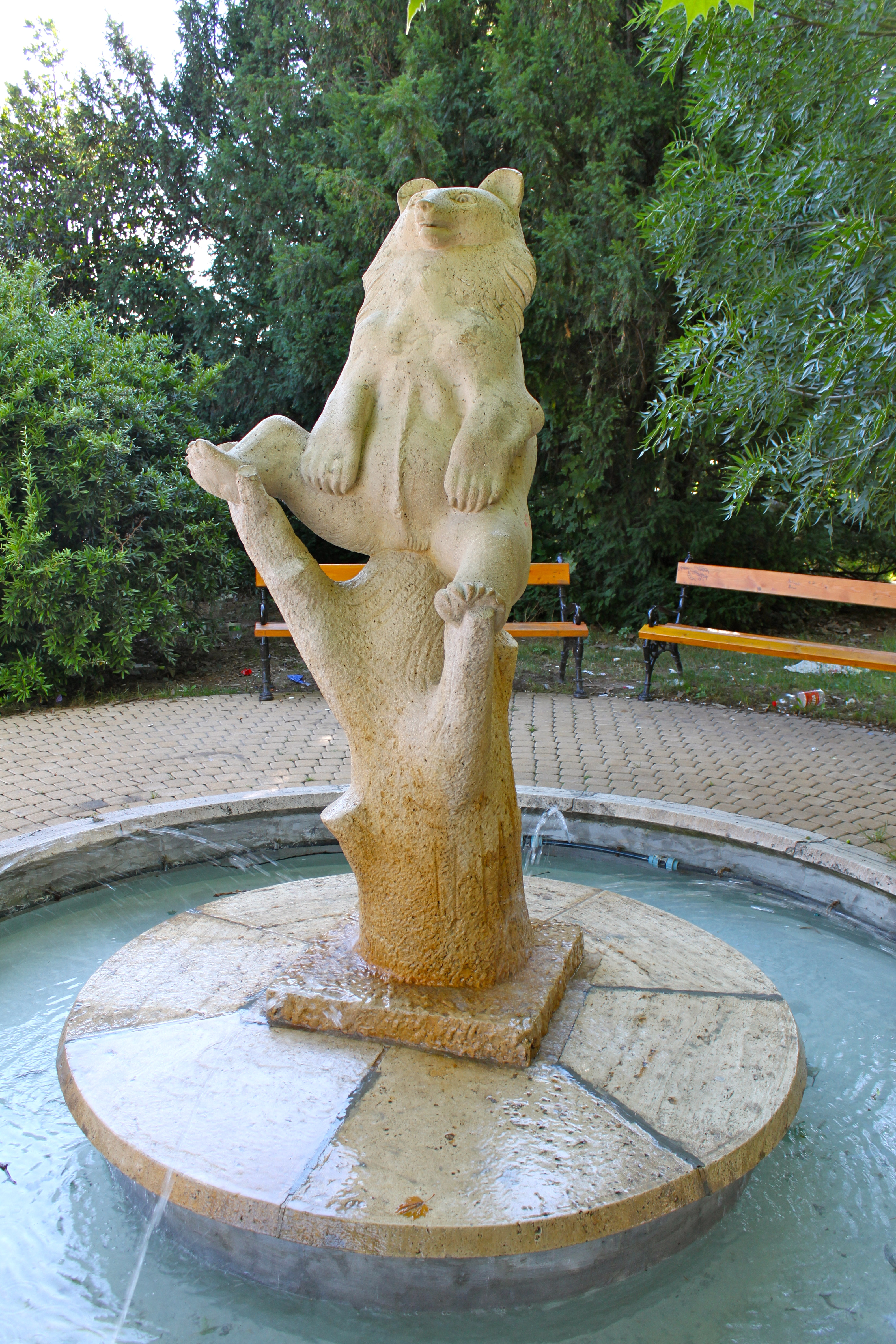
L'ours vaniteux, József Somogyi, 1950

Au cours de l'insurrection de 1956, les citoyens de ce « paradis communiste » surprirent leurs dirigeants en articulant le mécontentement contre le régime : ils rebaptisèrent la ville « Dunapentele », firent fonctionner une radio locale, et combattirent contre les troupes soviétiques, qui finirent par occuper la ville après de durs combats.
Sous le régime de János Kádár la ville garda son importance industrielle et politique; elle resta une « ville socialiste modèle » et le symbole du pouvoir prolétaire. Grâce à son rôle, la ville était la destination préférée des délégations politiques étrangères : parmi d’autres, Youri Gagarine et le président indonésien Sukarno s'y rendirent.
En 1961, pendant la déstalinisation, la ville fut rebaptisée Dunaújváros (« ville nouvelle sur le Danube »).
Les hauts fourneaux fonctionnent toujours actuellement; l’entreprise Dunaferr en est le gestionnaire ainsi que le plus grand employeur de la région.
Cette « ville socialiste modèle » est considérée aujourd’hui comme un véritable musée du communisme à ciel ouvert, où les visiteurs viennent respirer l’atmosphère d’une époque disparue.

## Géographie
Dunaújváros est situé dans la partie transdanubienne de la grande plaine hongroise (appelée Mezőföld), à 70 kilomètres au sud de Budapest, sur la rive droite du Danube. 
Les communes voisines sont Rácalmás, Nagyvenyim, Baracs et Kisapostag sur la rive droite du Danube et Szalkszentmárton et Dunavecse sur la rive gauche du Danube.
la ville est surtout connue pour ses aciéries, qui sont les plus grandes du pays.
La superficie de Dunaújváros est de 52,67 km2.

## Population
| 1949  | 1960   | 1970   | 1980   | 1990   |
| ----- | ------ | ------ | ------ | ------ |
| 3 949 | 30 976 | 45 129 | 60 736 | 59 028 |

| 2001   | 2011   | 2024   | - | - |
| ------ | ------ | ------ | - | - |
| 55 309 | 48 484 | 41 394 | - | - |

## Transports
Dunaújváros est traversée par la route principale 6, l'autoroute M6, l’autoroute M8 et la Ligne de Pusztaszabolcs à Mezőfalva par Dunaújváros.
Le port de port de Dunaújváros (hu) sert au transport de marchandises sur le Danube.

## Jumelages
La ville de Dunaújváros est jumelée avec :
| Ville | Ville             | Pays | Pays        | Période     |
| ----- | ----------------- | ---- | ----------- | ----------- |
|       | Altchevsk         |      | Ukraine     | depuis 2004 |
|       | Coventry          |      | Royaume-Uni | depuis 1962 |
|       | Elbasan           |      | Albanie     | depuis 1993 |
|       | Giurgiu           |      | Roumanie    | depuis 2003 |
|       | Linz              |      | Autriche    | depuis 1992 |
|       | Silistra          |      | Bulgarie    | depuis 2005 |
|       | Sremska Mitrovica |      | Serbie      | depuis 2004 |
|       | Terni             |      | Italie      | depuis 1962 |
|       | Villejuif         |      | France      | depuis 1958 |
|       | İnegöl            |      | Turquie     | depuis 1993 |

## Galerie

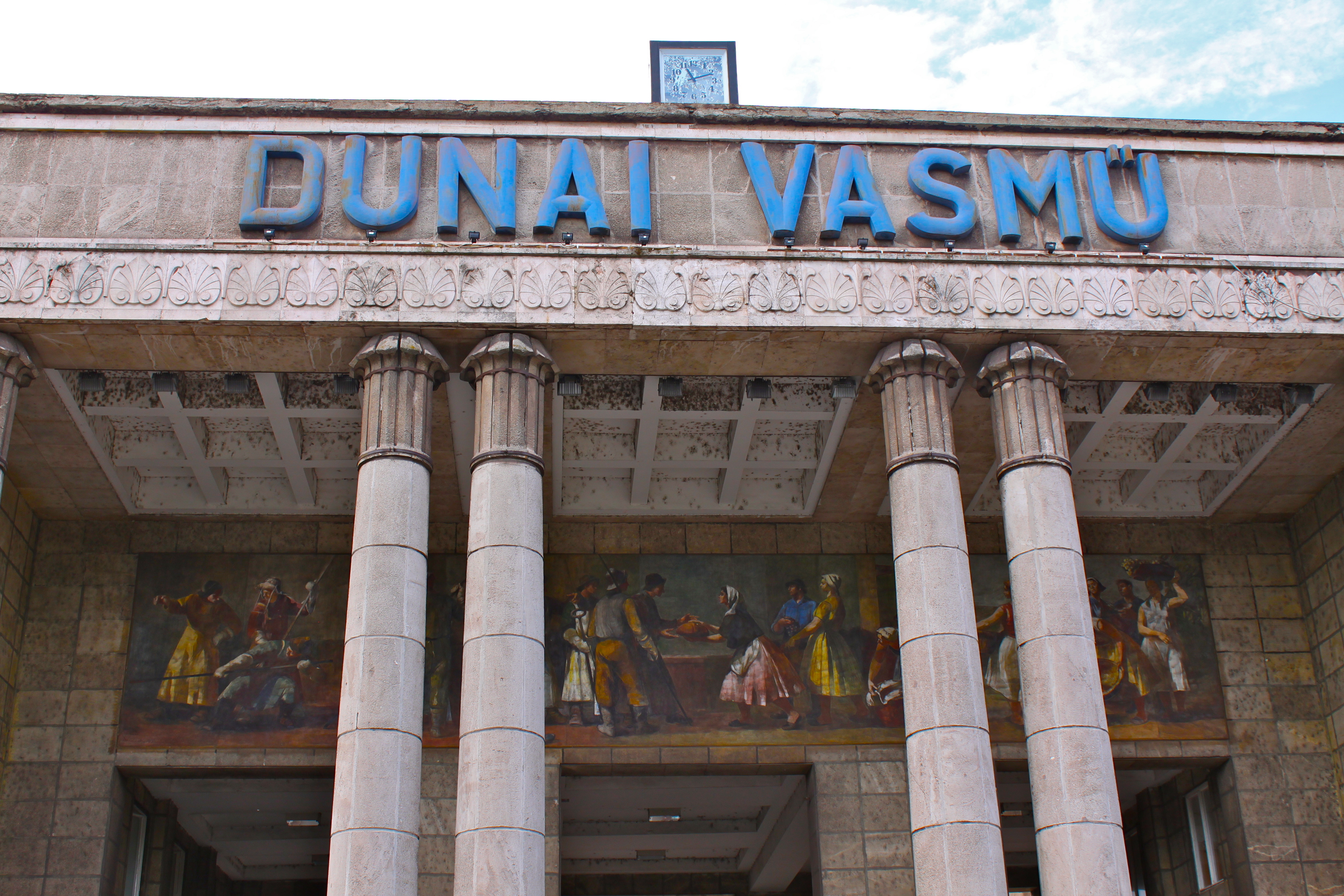
La porte de la forge
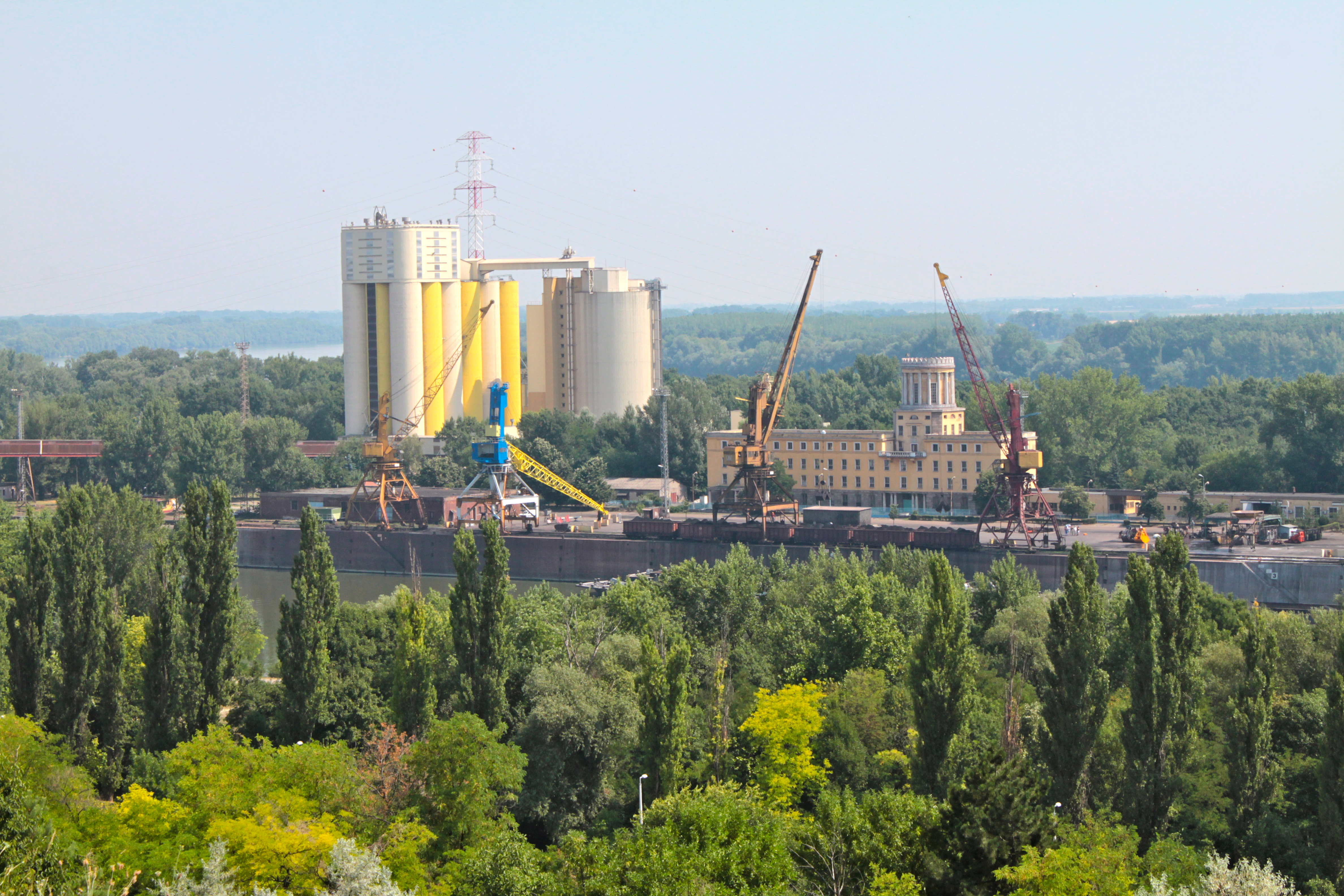
Le port de Dunaújváros sur le Danube
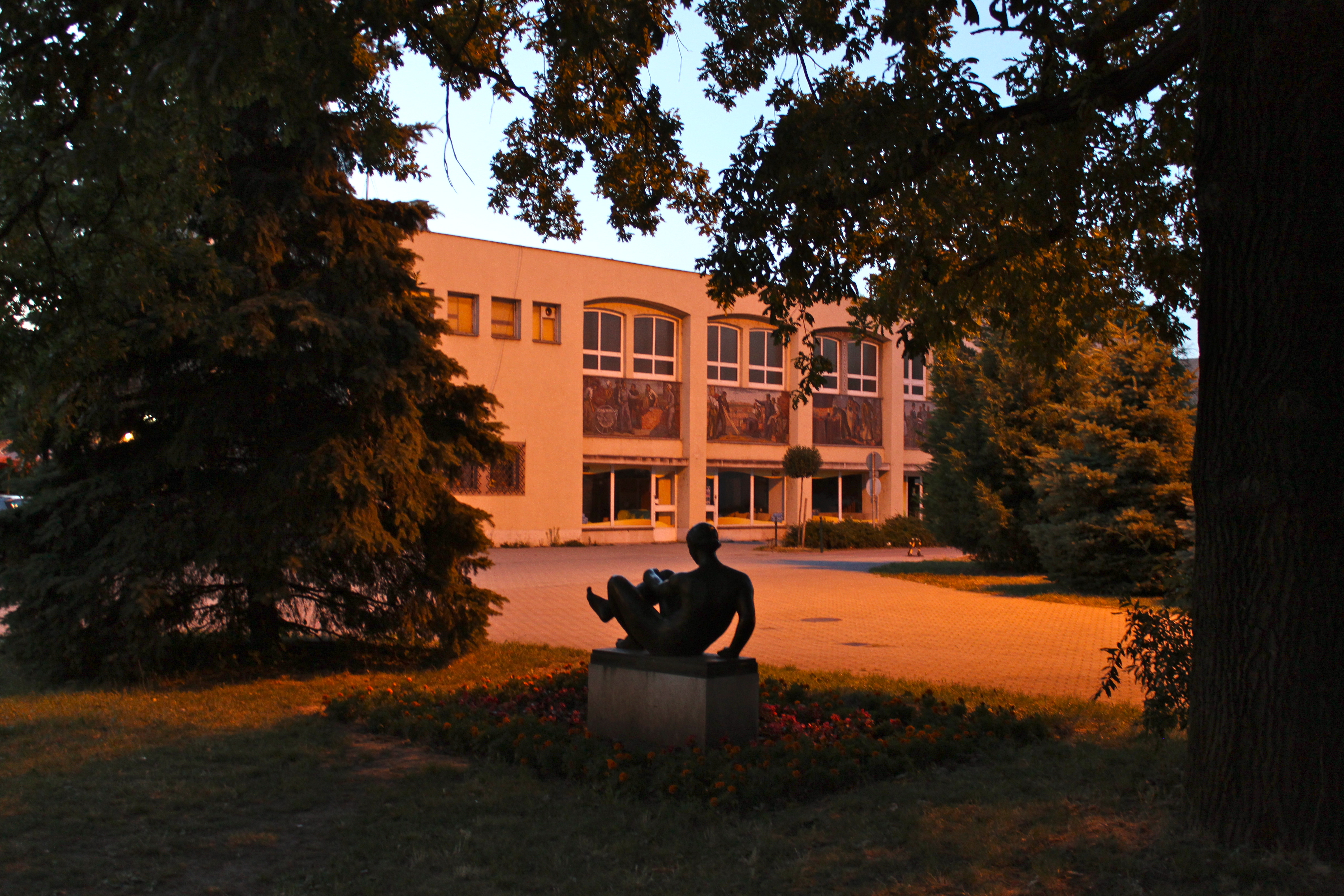
Centre commercial le soir
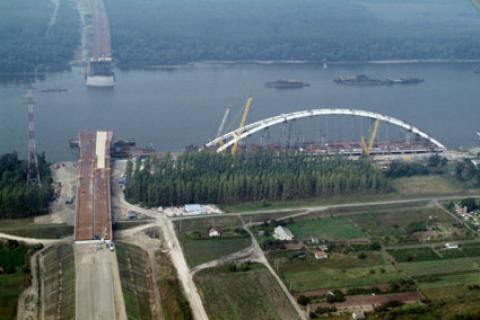
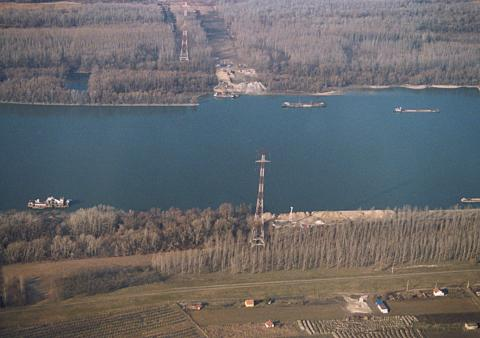
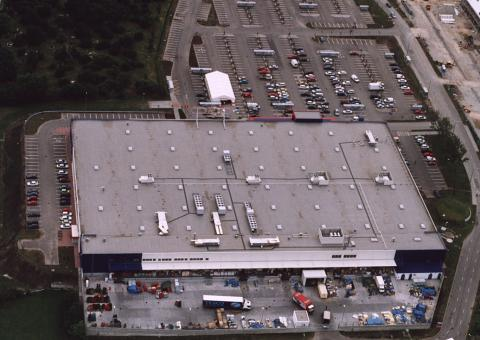

### Articles  connexes
- Liste de villes de Hongrie
- Centrale électrique de Dunaújváros (en)